# Микрофлора кожи

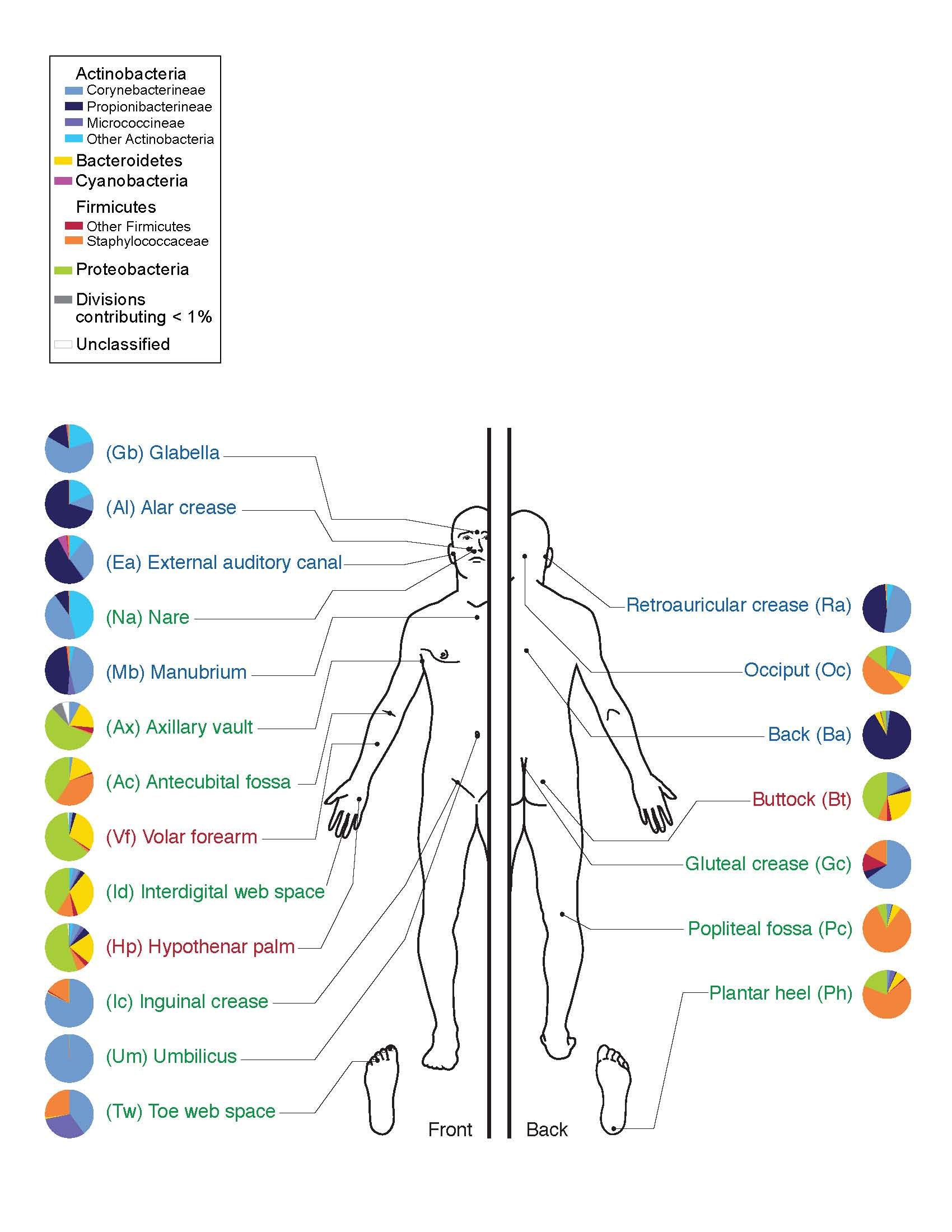
Изображение человеческого тела и доминирующей на разных участках микрофлоры

Термин «Микрофлора кожи» относится к микроорганизмам, которые обитают на коже, как правило, на коже человека.
Многие из обитающих на коже человека микроорганизмов являются бактериями насчитывающих около 1000 видов девятнадцати типов. Большая часть микрофлоры населяет поверхностные слои эпидермиса и верхние части волосяных фолликулов.
Микрофлора кожных покровов обычно непатогенная и либо комменсальная (не вредна для хозяина), либо мутуалистическая (приносит пользу). Преимущества, которые могут предложить бактерии, включают предотвращение колонизации при подселении условно-патогенных или патогенных организмов на поверхности кожных покровов путем конкуренции за питательные вещества, выделения против них химических веществ или стимуляции иммунной системы кожи.

## Видовое разнообразие

### Бактерии
Оценка количества видов, присутствующих на кожных покровах, была радикально изменена благодаря использованию рибосомной РНК 16S для идентификации видов бактерий, присутствующих в образцах кожи, непосредственно по их генетическому материалу. Ранее такая идентификация зависела от культуральной диагностики, на которой многие разновидности бактерий не росли и поэтому были скрыты от науки.
По результатам исследований, проведенных на основе культуральной диагностики, преобладающими считались Staphylococcus epidermidis и Staphylococcus aureus . Однакоисследования рибосомной РНК 16S показывают, что, хотя эти виды являются обычными, они составляют только 5 % кожных бактерий.
Однако разнообразие условий на поверхности кожных покровов обеспечивает богатую и разнообразную среду обитания для большего бактерий. Доминируют представители четырёх типов: Актинобактерии (51,8 %), Фирмикуты (24,4 %), Протеобактерии (16,5 %) и Bacteroidetes (6,3 %).
Существует три основных типа участков кожных покровов: влажные, жирные (сальные) и сухие. В сальных зонах основными видами были пропионибактерии и стафилококки. На влажных участках тела преобладают коринебактерии вместе со стафилококками. В «засушливых районах» наблюдается смешение видов, но преобладают b- протеобактерии и флавобактерии. Микробиомы жирных участков имели большее видовое разнообразие, чем влажные и засушливые. Области с наименьшим сходством между людьми разных видов — это промежутки между пальцами рук, промежутки между пальцами ног, подмышечные впадины и околопупочная область. Наибольшая схожесть — крылья носа, ноздри (внутри ноздри) и на верхней трети спины.
| Микроорганизм              | Наблюдения                | Патогенность |
| -------------------------- | ------------------------- | ------------ |
| Staphylococcus epidermidis | Распространен повсеместно | Редко        |
| Staphylococcus aureus      | Редко                     | Патогенный   |
| Staphylococcus warneri     | Редко                     | Редко        |
| Streptococcus pyogenes     | Редко                     | Патогенный   |
| Streptococcus mitis        | Часто                     | Редко        |
| Cutibacterium acnes        | Часто                     | Редко        |
| Corynebacterium spp.       | Часто                     | Редко        |
| Acinetobacter johnsonii    | Часто                     | Редко        |
| Pseudomonas aeruginosa     | Редко                     | Патогенный   |

### Грибковая микрофлора
Исследование области между пальцами ног у 100 молодых людей выявило 14 различных родов грибов. К ним относятся дрожжи, такие как Candida Albicans , Rhodotorula rubra, Torulopsis и Trichosporon cutaneum, дерматофиты (кожи живого грибов), такие как Microsporum gypseum и Trichophyton rubrum и nondermatophyte грибы (патогенные грибки, которые могут жить в коже), такие как Rhizopus stolonifer , Trichosporon cutaneum , Fusarium , Scopulariopsis brevicaulis , Curvularia ,Alternaria alternata , Paecilomyces , Aspergillus flavus ивиды Penicillium.
В ходе исследования, проведенного Национальным институтом исследования генома человека в Бетесде, была изучена ДНК кожных грибков человека в 14 различных частях тела. Это были ушной канал, между бровями, затылок, за ухом, пятка, ногти на ногах, между пальцами ног, предплечье, спина, пах, ноздри, грудь, ладонь и локтевой сгиб. Исследование показало большое разнообразие грибов по всему телу, самая богатая среда обитания — пятка, на которой обитает около 80 видов грибов. Для сравнения, существует около 60 видов под ногтями на ногах и 40 видов между пальцами. Другими богатыми областями являются ладонь, предплечье и внутренняя часть локтя, их насчитывается от 18 до 32 видов.

## Значение для организма
Микрофлора кожи может быть комменсальной, мутуалистической или патогенной. Часто их может быть все три, в зависимости от силы иммунной системы человека.
Pseudomonas aeruginosa — пример мутуалистической бактерии, которая может превратиться в патоген и вызвать заболевание: если она попадает в систему кровообращения, то может привести к инфекциям костей, суставов, желудочно-кишечного тракта и дыхательных путей. Также может вызвать дерматит. Однако синегнойная палочка производит антимикробные вещества, такие как псевдомоновая кислота (которые используются в коммерческих целях фармацевтической промышленностью, такие как мупироцин). Обладает противомикробной активностью против стафилококковых и стрептококковых инфекций. Pseudomonas aeruginosa также производит вещества, подавляющие рост таких видов грибов, как Candida krusei , Candida albicans , Torulopsis glabrata , Saccharomyces cerevisiae и Aspergillus fumigatus.
Его антимикробное действие настолько важно, что было отмечено, что «удаление P. aeruginosa с кожи с помощью пероральных или местных антибиотиков может, наоборот, способствовать аберрантной колонизации дрожжей и инфицированию».

## Защитные механизмы кожи человека

### Противомикробные пептиды
Кожа вырабатывает антимикробные пептиды, такие как кателицидины, которые контролируют распространение кожных микробов. Кателицидины не только напрямую уменьшают количество микробов, но также вызывают секрецию цитокинов, которые вызывают воспаление, ангиогенез и реэпителизацию . Такие состояния, как атопический дерматит, были связаны с подавлением выработки кателицидина.
При розацеа неправильная переработка кателицидина вызывает воспаление. Псориаз связан с выработкой пептидов кателицидина, которая может провоцировать аутовоспаление. Основным фактором, контролирующим кателицидин, является витамин D3

### Кислотность среды
Поверхностные слои кожи имеют естественную кислотность (pH 4-4,5) из-за молочной кислоты, содержащейся в поту и вырабатываемой кожными бактериями.
При таком pH растут мутуалистические бактерии, такие как стафилококки, микрококки, коринебактерии и пропионибактерии, но не преходящие бактерии, такие как грамотрицательные бактерии, такие как Escherichia и Pseudomonas, или грамположительные, такие как Staphylococcus aureus.Еще один фактор, влияющий на рост патологических бактерий, заключается в том, что антимикробные вещества, выделяемые кожей, усиливаются в кислой среде. В щелочных условиях бактерии перестают прикрепляться к коже и легче удаляются. Было замечено, что кожа также набухает в щелочных условиях и открывается поры, позволяя выйти на поверхность секрету сальных желез.

### Иммунная система
При активации иммунная система кожи вырабатывает клеточный иммунитет против микробов, таких как дерматофиты (кожные грибки). Одна из реакций заключается в увеличении оборота рогового слоя и, таким образом, в удалении грибка с поверхности кожи.
Кожные грибки, такие как Trichophyton rubrum, эволюционировали, чтобы создать вещества, ограничивающие иммунный ответ на них. Отшелушивание кожи является основным средством борьбы с накоплением флоры на поверхности кожи.